# Musashi (provincia)

Mappa delle province giapponesi con la provincia di Musashi evidenziata

Musashi, formalmente scritta come Musashi no Kuni (giapponese: 武蔵国), fu una vecchia provincia del Giappone che era composta dalle attuali prefetture di Tokyo, Saitama (quasi interamente), Kanagawa (in parte), Kawasaki e Yokohama. La provincia di Musashi confinava con le province di Kai, Kozuke, Sagami, Shimosa e Shimotsuke.
Musashi fu la più estesa provincia della regione di Kantō. La sua capitale si trovava nel luogo dove sorge l'attuale Tokyo ed il suo tempio provinciale dove ora si trova Kokobunji.
Il castello di Edo fu il quartier generale di Tokugawa Ieyasu prima della battaglia di Sekigahara; a partire dal Periodo Sengoku la città più importante divenne proprio Edo (poi ribattezzata Tokyo durante la restaurazione Meiji), che diventò la città dominatrice di tutto il Giappone orientale.
La provincia di Musashi diede il suo nome ad una nave da guerra della Seconda guerra mondiale.